# Isjimbaj
Isjimbaj (Russisch: Ишимбай, Basjkiers: Ишембай; Isjembaj) is een stad in het zuiden van de Russische autonome republiek Basjkirostan. Het vormt het bestuurlijk centrum van het gelijknamige gemeentelijke district Isjimbajski. De stad ligt aan de westrand van de Zuidelijke Oeral, aan de Belaja en haar zijrivier de Tajroek op 166 kilometer ten zuiden van de hoofdstad Oefa, 30 kilometer ten zuidoosten van Sterlitamak en 14 kilometer ten noordoosten van Salavat. Isjimbaj heeft 70.195 inwoners (volkstelling 2002), waarmee het de zevende stad is van Basjkirostan. Het is een van de aardoliecentra van de Oeral.

## Geschiedenis
In de zomer van 1929 kwam een groep van geologen naar het Basjkierse dorpje Isjimbajevo op zoek naar aardolie. In 1930 werden de eerste vier putten geslagen en op 16 mei 1932 spoot de eerste van 702 putten olie. Isjimbaj was de eerste plek waar olie werd gevonden in de Basjkierse ASSR en tevens een van de eerste van het Wolga-Oeralgebied, dat sindsdien ook wel 'Tweede Bakoe' wordt genoemd. De naam van de plaats is afgeleid van de Basjkierse achternaam Isjembaj.
In 1934 bezocht een werkdelegatie vanuit Denemarken, Noorwegen en Zweden de plaats en werd begonnen met de bouw van de eerste olieraffinaderij van Basjkirostan. Dat jaar werd de plaats omgevormd tot een arbeidersnederzetting. Op 10 februari 1940 werd Isjim door het presidium van de Opperste Sovjet van de RSFSR in de categorie van de steden geplaatst. Pas in 1952 werden echter de eerste stappen gezet om van Isjimbaj een daadwerkelijke stad te maken qua stedelijke structuur. In de jaren 70 werden een aantal fabrieken in de stad gebouwd

## Economie
Veel bedrijven in Isjimbaj zijn gericht op de olie-industrie, zoals machinebouw (Vitjaz of IZTM), oliebedrijven (Isjimbajneft en Basjneft), een kraanfabriek (Inman), een fabriek voor machines voor de olie-industrie (Idel), een chemische fabriek, meubelfabriek, gereedschappenfabriek (Stankozavod), energiebedrijf (Basjkirenergo), kousenfabriek (ITsjF), breifabriek (IFTI), fabrieken voor experimentele machines en dakbedekking (Krovlestom),

## Onderwijs, cultuur en sport
Er bevinden zich 18 middelbare scholen, drie instellingen voor beroepsonderwijs (professionele lycea), een school voor opleidingen in de olie-industrie en een afdeling van de Staats Luchtvaartuniversiteit van Oefa.
Verdere voorzieningen in de stad zijn een stadion (Neftjanik), Paleis van Cultuur, sportpaleis, skicomplex, kunstschool, centrum voor jeugdcreativiteit, museum voor geschiedenis en regionale studies en een afdeling van het Staats-Nesterovkunstmuseum.

## Demografie
| 1939   | 1959   | 1970   | 1979   | 1989   | 2002   |
| ------ | ------ | ------ | ------ | ------ | ------ |
| 21.800 | 46.600 | 54.200 | 57.000 | 69.896 | 70.195 |

## Afbeeldingen

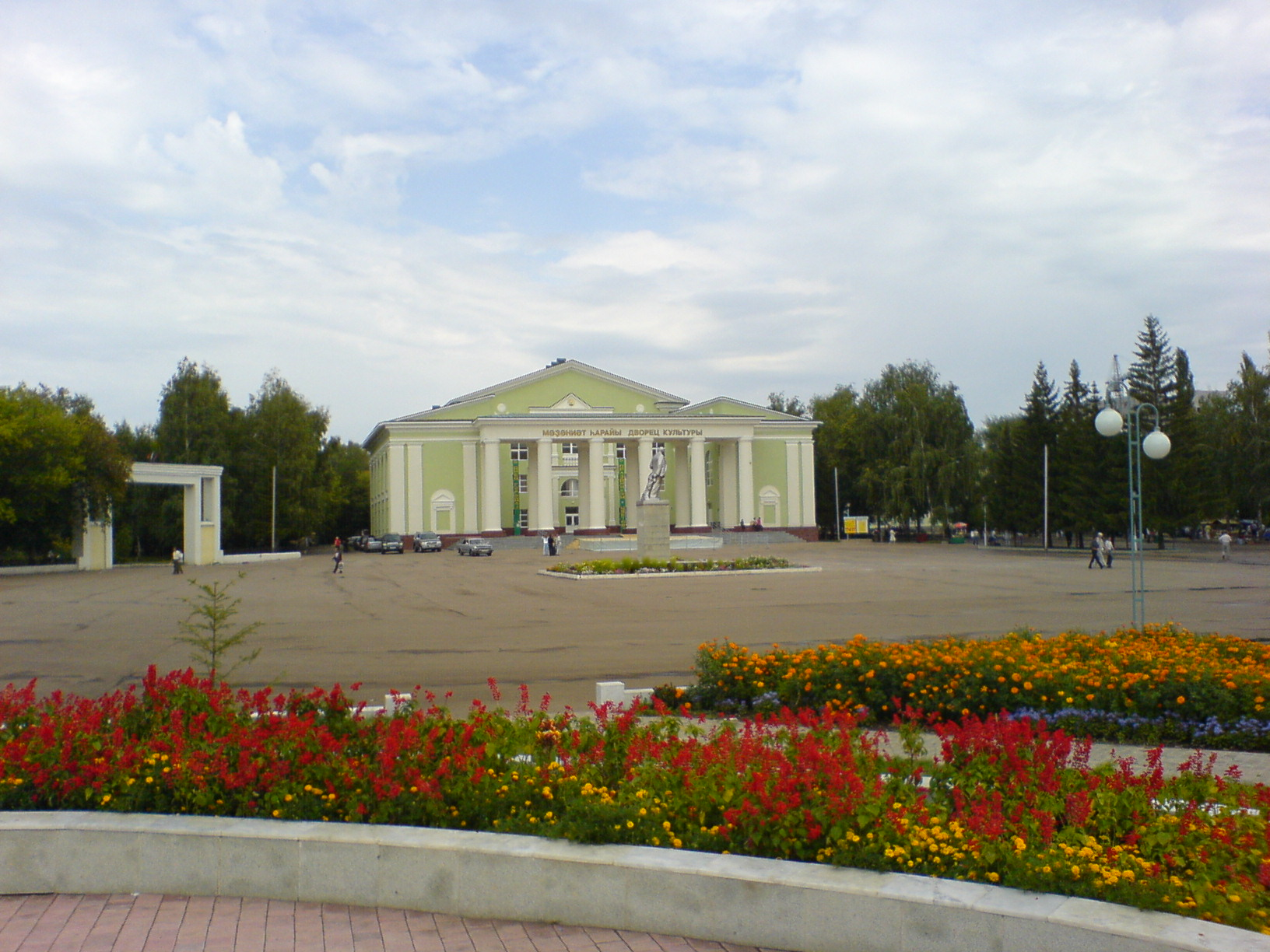
Paleis van Cultuur gezien vanaf het Leninplein (Plosjtsjadt Lenina)
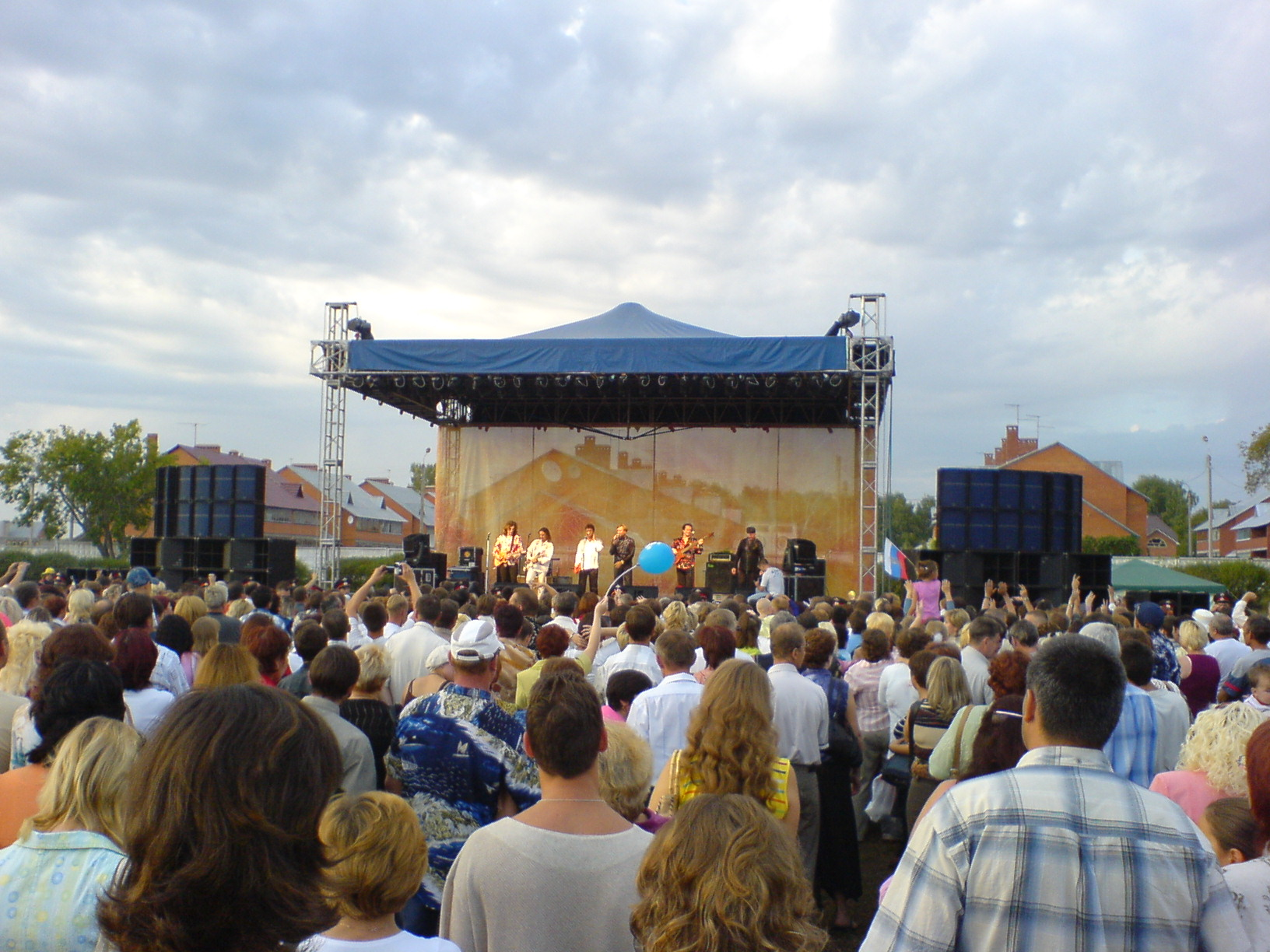
Concert van de groep Pesnjary
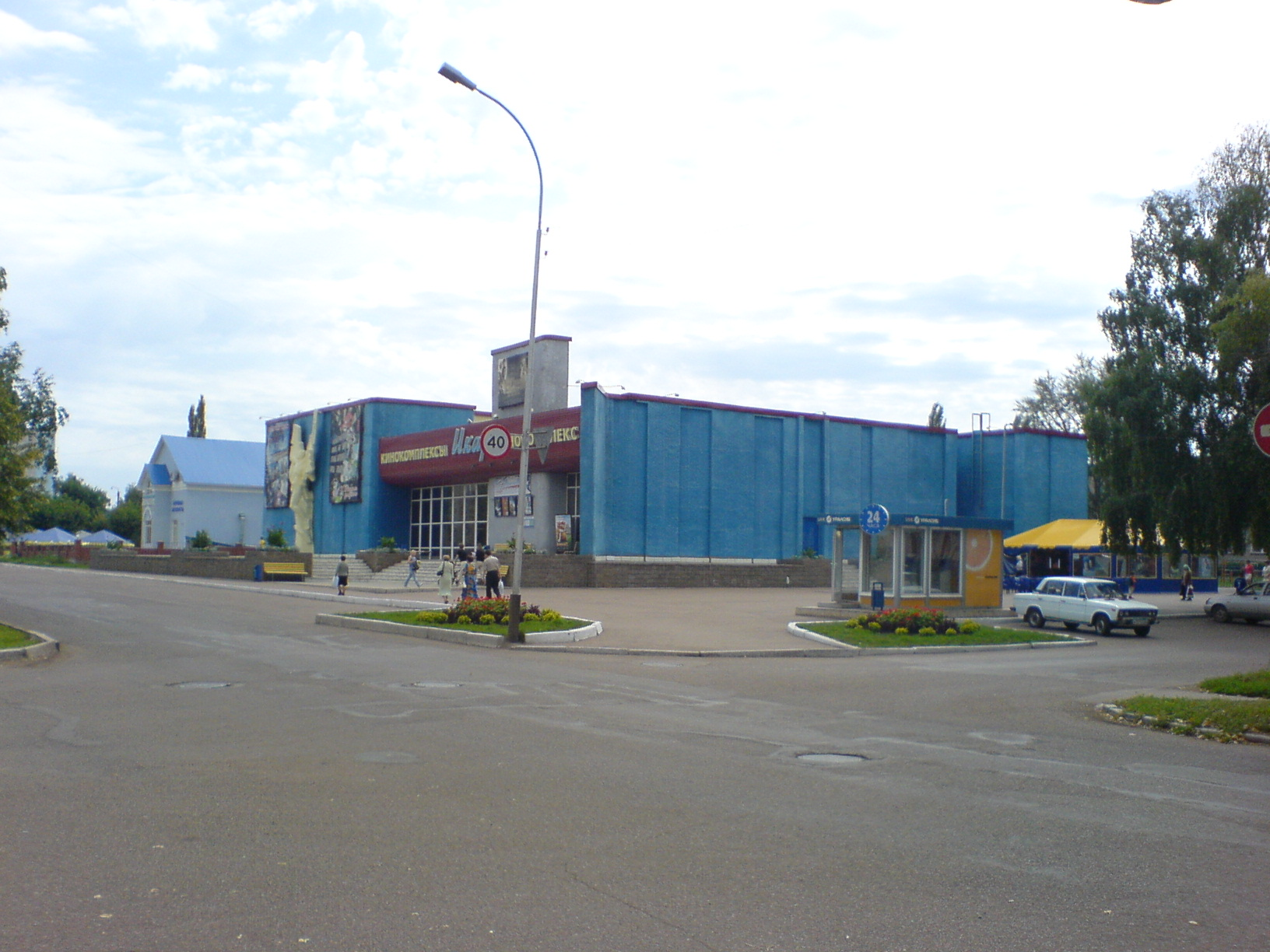
Filmtheater 'Ikar'